# Estação Ferroviária de Apeldoorn

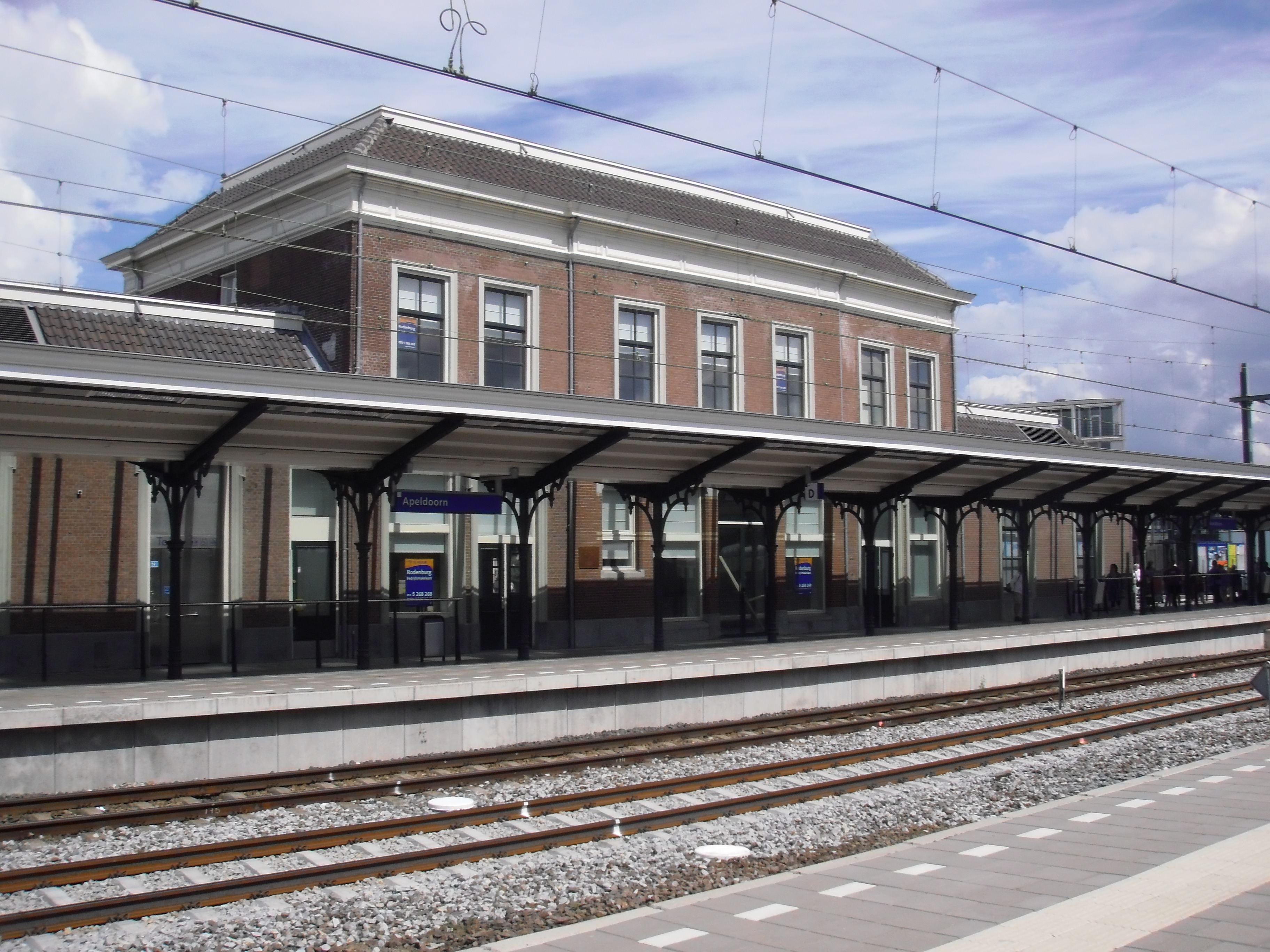
Imagem da Estação Ferroviária de Apeldoorn

A Estação Ferroviária de Apeldoorn é uma estação ferroviária localizada no município de Apeldoorn, província de Guéldria, Países Baixos.